# Emilia Cantón Salazar y Zaporta
Emilia Cantón Salazar y Zaporta (Madrid, 20 de juny de 1848-1908) va ser una professora de música espanyola.
Matriculada el setembre de 1869 com a alumna del Reial Conservatori Superior de Música de Madrid, on va ser deixebla de Juan Gil. Participà en els concursos públics de solfeig realitzats el juny de 1870 i va obtenir el primer primer d'aquest ensenyament. Quan va acabar la carrera de música, va exercir com professora a diversos centres educatius i entitats; va assolir molt d'èxit com gràcies a les seves condicions artístiques i un mètode d'ensenyament propi. Cantón va morir a Madrid el 1908.